# Thaumastura cora
Thaumastura cora là một loài chim trong họ Chim ruồi.